# 倉敷市立琴浦南小学校
倉敷市立琴浦南小学校（くらしきしりつ ことうらみなみしょうがっこう）は、岡山県倉敷市児島下の町2丁目（児島地区）にある公立小学校。
児島港に面した埋立地に位置する。

## 沿革
《出典：》
- 1984年（昭和59年）
  - 4月1日 - 倉敷市立琴浦西小学校（wikidata）から分離し、開校。
  - 4月10日 - 開校式。
  - 6月26日 - 入校式[注釈 2]。
- 1988年（昭和63年）11月22日 - 校歌制定。
- 2013年（平成25年）6月20日 - 校歌碑除幕式[2]。

## 通学区域
- 倉敷市
  - 児島下の町1丁目、児島下の町2丁目（12街区46号を除く）、児島下の町3丁目（1街区3号～16号及び2街区1号～4号,7号,8号,55号,56号）、児島下の町8丁目（2街区4号～21号、3街区4号～17号及び8街区27号を除く）、児島下の町9丁目（10街区17号、11街区25号及び28号を除く）、児島下の町10丁目（4街区4号～30号、37号及び5街区3号～19号を除く）[3]

卒業生は基本的に倉敷市立琴浦中学校へ進学する。

## 周辺
- 児島下の町郵便局
- 国道430号

## アクセス
- JR本四備讃線 児島駅から北東へ1.7km
- 下電バス 和井田南バス停にて下車

## 通学区域が隣接している学校
- 倉敷市立琴浦東小学校
- 倉敷市立琴浦西小学校
- 倉敷市立児島小学校